# گنجشک ابروزرد
گنجشک ابروزرد (نام علمی: Ammodramus aurifrons) گونه‌ای از پرندگان تیرهٔ گنجشکان جهان جدید (Passerellidae) است. نخستین بار توسط یوهان باپتیست فون اشپیکس در سال ۱۸۲۵ توصیف شد، این گنجشک آمریکایی در بسیاری از حوضه آمازون در آمریکای جنوبی یافت می‌شود. زیستگاه‌های طبیعی آن درختچه‌زارهای نمناک نیمه‌گرمسیری یا گرمسیری، مراتع و جنگل‌های پیشین به‌شدت دگرگون‌شده است.
گنجشک ابروزرد به‌طور کلی برای دیدن آسانتر از گونه خواهرش است. کمتر پنهانکار است و در محدوده گسترده‌تری از علفزارها یافت می‌شود.